# Le Truc du Brésilien
Pour plus de détails, voir Fiche technique et Distribution.
Le Truc du Brésilien est un film français réalisé par Alberto Cavalcanti, sorti en 1932.

## Fiche technique
- Titre : Le Truc du Brésilien
- Réalisation : Alberto Cavalcanti
- Scénario : Paul Armont, d'après sa pièce (coauteur : Nicolas Nancey)
- Photographie : Georges Benoît et Jean-Paul Goreaud
- Décors : Jean d'Eaubonne
- Musique : Pierre Bayle, Mireille et Jean Nohain
- Montage : Harold Earle-Fischbacher
- Pays d'origine :  France
- Production : Les Films Tenax
- Durée : 87 minutes
- Date de sortie : France, 9 décembre 1932
- Affiche : René Péron (France)

## Distribution
- Colette Darfeuil : Nichette
- Robert Arnoux : Berhard
- Yvonne Garat : Gabrielle
- Pierre Palau : Gustave
- Mauricet : Soubrier
- Max-Georges Lafon : l'oncle Pomarel
- Georges Benoît
- Germaine Michel
- Germaine Sablon
- Anne Magdany